# Райо Вальєкано Б
«Райо Вальєкано Б» (ісп. Rayo Vallecano de Madrid B) — іспанський футбольний клуб з міста Мадрид, фарм-клуб «Райо Вальєкано». Заснований 1956 року. Домашні матчі проводить на стадіоні «Сьюдад Депортіва» місткістю 1 тисяча глядачів.
У Примері і Сегунді команда ніколи не виступала, найкращим результатом є 6-те місце в Сегунді Б в сезоні 2010/11.

## Відомі гравці
- Лео Баптістан
- Борха Гарсія
- Антоніо Амая
- Іван Амая
- Хав'єр Камуньяс
- Давід Кобеньйо
- Альваро Негредо
- Фернандо Маркес
- Серхіо Акіеме